# ストラスブール (戦艦)
|           | |
| 艦歴      | |
| 発注:     | |
| 起工:     | 1934年11月25日 |
| 進水:     | 1936年12月12日 |
| 就役:     | 1938年12月 |
| 退役:     | |
| その後:   | 1955年にスクラップとして売却 |
| 除籍:     | |
| 性能諸元  | |
| 排水量:   | 26,500トン(基準時)、 31,687トン(常備時)、 34,884トン(満載時) |
| 全長:     | 215.14 m、 209 m(水線長) |
| 全幅:     | 31.1 m |
| 吃水:     | 8.7(基準)、10.15 m(満載時) |
| 機関:     | インドル式重油専焼水管缶6基+パーソンズ式ギヤード・タービン4基4軸推進 |
| 最大出力: | 135,585hp |
| 最大速力: | 31ノット |
| 兵員:     | 1,381名 |
| 兵装:     | 33cm（52口径）4連装砲2基、 13cm（52口径）4連装両用砲3基、 同連装両用砲2基、 オチキス37mm（60口径）連装機関砲10基、 13.2 mm（76口径）連装機銃16基 |
| 装甲:     | 舷側： 283 mm〜125 mm 甲板： 115 mm + 40 mm 主砲塔： 360 mm（前盾）、250 mm（側盾)、355 m（後盾）、160 mm（天蓋） 四連装副砲塔： 135 mm（前盾）、80 mm（側盾） 連装副砲塔： 20 mm（前盾）、20 mm（側盾）、20 mm（後盾）、20 mm（天蓋） バーベット部： 310 mm |
| 艦載機:   | ロアール・ニューポール水上機4機、カタパルト1基 |

ストラスブール (Strasbourg) は、フランス海軍の戦艦。フランス公式の分類は戦列艦 (Navire de ligne、bâtiment de ligne) 。
ダンケルク級戦艦の2番艦。
艦名はストラスブールに因む。
日本語ではストラスブルグと表記する事例もある。
巡洋戦艦と見なされることもある。
姉妹艦はダンケルク (Dunkerque) 。

## 設計
ドイツのヴァイマル共和政（ヒンデンブルク大統領）においてヴァイマル共和国軍（ヴァイマル共和国海軍）がヴェルサイユ条約の枠内で建造したドイッチュラント級装甲艦（通称「ポケット戦艦」）は、10,000トン級の軍艦でありながら、28センチ（約11インチ）三連装砲塔2基を搭載し、最大速力28ノット程度を発揮して列強各国に衝撃を与えた。対抗策を兼ねて、フランス海軍はダンケルク級戦艦を建造した。
ダンケルク級戦艦の設計は非常に革新的であった。
13インチ（約33センチ）四連装砲塔2基（計8門）を前方に間隔をあけて配置、加えて副砲を対艦・対空の両用に使える両用砲を装備した。集中防御方式を採用した上で列強新世代戦艦に匹敵する装甲厚を有し、30ノット以上を発揮可能な高速戦艦として竣工した。
なお本艦は姉妹艦ダンケルク (Dunkerque) より約2年近く遅れて起工した。姉妹艦との区別点は、二段となった操舵艦橋と、大型になった煙突のファンネルキャップ（煙突の上の黒い部分）等である。外見で区別は付かないが、防御力を対15インチ砲防御に強化しているのが特徴である。

## 艦歴

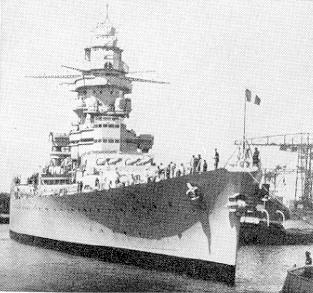
前方から見たストラスブール

フランス海軍はワシントン海軍軍縮条約の規定により、クールベ級戦艦のジャン・バール (Jean Bart) 代艦を建造することにした。それが本艦である。ストラスブールは1934年（昭和9年）11月25日にサン＝ナゼールのロワール造船所で起工、1936年（昭和11年）12月12日に進水し、1938年（昭和13年）12月に就役した。第二次世界大戦勃発直前、ダンケルク（ジャンスール提督旗艦）とストラスブールを中核とする大西洋艦隊はイギリス各地を訪問し、イギリス海軍と交流を深めた。
1939年（昭和14年）9月初頭より第二次世界大戦が始まると、ドイツ海軍_はポケット戦艦2隻や仮装巡洋艦などの通商破壊艦を大西洋に展開させた。10月になると南大西洋でポケット戦艦アドミラル・グラーフ・シュペー (Die Admiral Graf Spee) が本格的に活動を開始した。イギリス海軍本部は複数の掃討部隊を編成、それにフランス海軍も協力する。ストラスブールは重巡洋艦アルジェリー (Algérie) やデュプレクス (Dupleix) 、イギリスの空母ハーミーズ (HMS Hermes) などと共に任務部隊を編成し、ダカールを拠点としてドイツの通商破壊艦捜索に従事した。10月25日、X部隊はドイツ船 Santa Fe を拿捕している。ストラスブールは11月21日にダカールを離れ、フランスに戻った。X部隊とY部隊はブラジル北東部ペルナンブコと西アフリカのフリータウン間の大西洋を警戒した。
1940年（昭和15年）4月はじめ、ストラスブールは姉妹艦ダンケルクなどと共に北アフリカのメルセルケビールへ移った。ノルウェーの戦いに参加するため同月中にいったん北アフリカから離れたが、4月末までにはメルセルケビールに戻った。
6月10日、ムッソリーニ首相が指導するイタリア王国が枢軸側にたって連合国に宣戦を布告し、地中海戦域は緊迫化した。6月22日に独仏休戦協定が、24日にフランスとイタリア間でヴィラ・インチーサ休戦協定が結ばれて、フランスは事実上降伏した。さらにヴィシー政権が成立すると、イギリスは「これらのフランス艦艇がナチス・ドイツに接収されるのではないか」と懸念した。
7月3日、イギリス軍はフランス艦隊を完全に無力化するためカタパルト作戦 (Operation Catapult) を発動し、ジブラルタルを拠点に行動するH部隊 (Force H) がメルセルケビール沖合に集結した。
メルセルケビールには、新型戦艦2隻（ダンケルク、ストラスブール）、プロヴァンス級戦艦2隻、水上機母艦コマンダン・テスト (Commandant Teste) などが停泊していた。H部隊はフランス艦隊に降伏もしくは自沈を促すと共に、空母アーク・ロイヤル (HMS Ark Royal, 91) のソードフィッシュ (Fairey Swordfish) が機雷を投下、夕刻になって港外から艦砲射撃を開始する。
フッド等の砲撃によりダンケルクは中破し、浅瀬に座礁した。戦艦プロヴァンス (Provence) も被弾して着底し、戦艦ブルターニュ (Bretagne) は沈没した。
ストラスブールと護衛の駆逐艦部隊はメルセルケビール港から脱出し、イギリス海軍の追撃を振り切って、トゥーロンに辿り着いた。
修理後はヴィシー政権およびイタリアとドイツの休戦協定委員会で管理されたヴィシー・フランス海軍の公海艦隊 (Forces de haute mer) 旗艦となる。1941年に新開発されたサディ式対空レーダーを艦橋上の四本のヤードに装備した。なお、このレーダーは北アフリカのリシュリュー級戦艦（リシュリュー、ジャン・バール）にも装備された。
1942年（昭和17年）11月8日、連合国軍はトーチ作戦によりモロッコとアルジェリアに上陸した。この動きに対し、ドイツはアントン作戦を発動してフランス全土の占領を試みる。トゥーロンでもドイツ軍がフランス艦隊接収を試みたため、ラボルド提督は事前の計画どおり、艦隊の処分を下令した。11月27日にフランス艦隊は自沈する。ダンケルク級2隻（ダンケルク、ストラスブール）や水上機母艦コマンダン・テスト (Commandant Teste) なども、この日に自沈した。

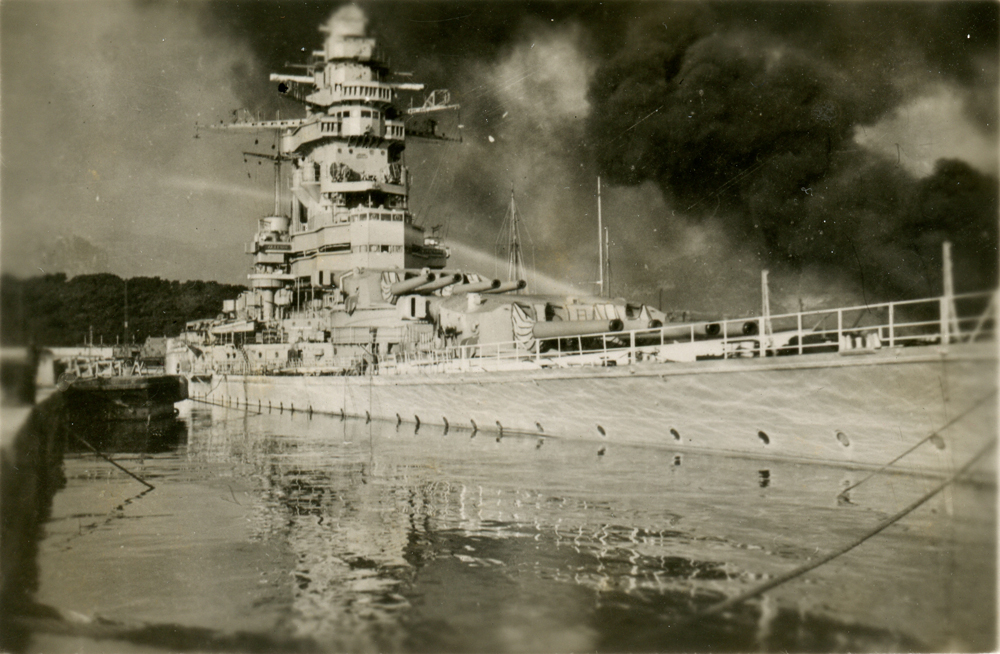
艦首から撮られたストラスブール
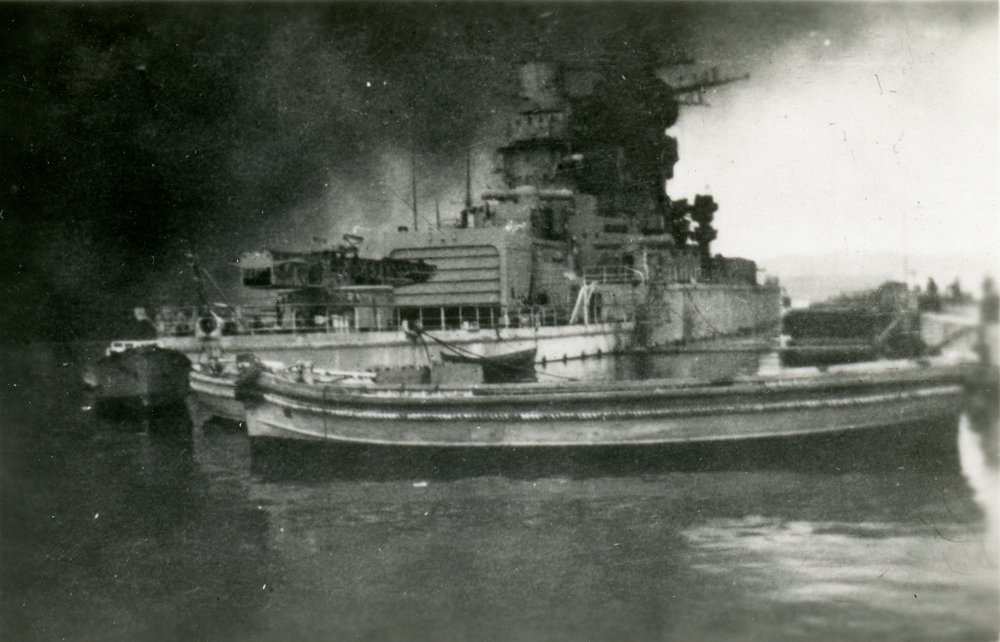
艦尾から撮られたストラスブール
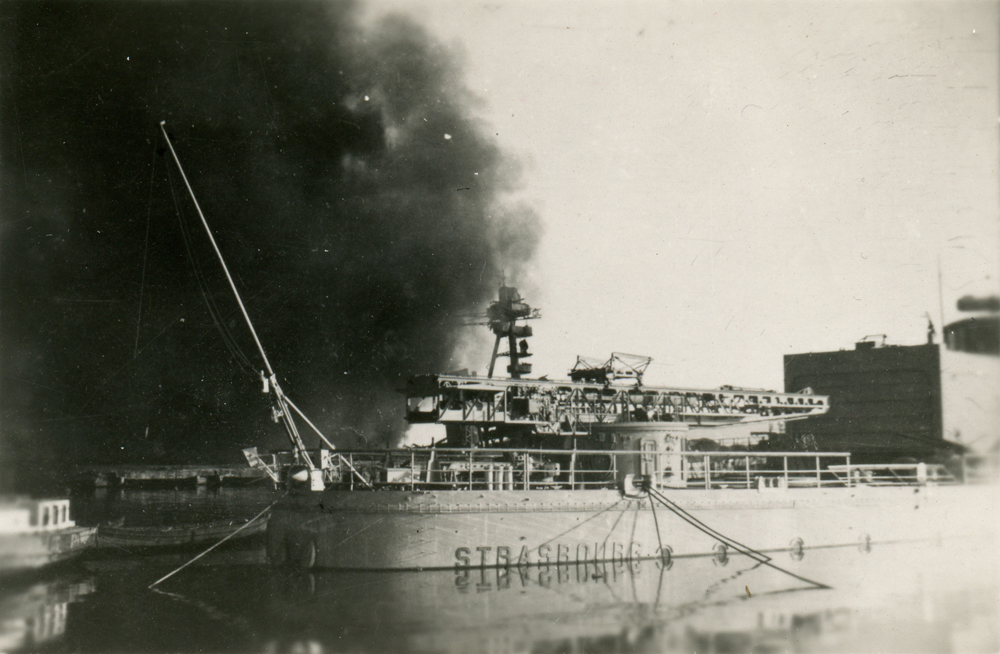

1943年（昭和18年）7月17日にイタリアがストラスブールを浮揚したが、損傷がひどかったためそれ以上の作業は行われたかった。イタリア降伏後はドイツの手に渡ったが、1944年（昭和19年）8月18日にアメリカ軍の爆撃機によって撃沈された。
トゥーロンの解放後、10月1日に再び浮揚され、海中爆破実験のテストベッドとして使用される。1955年（昭和30年）3月22日に Q45 と改名され、同年5月27日にスクラップとして売却された。